# Пружански дворец
Дворецът Пружани (на беларуски: Пружанскі палацык) е музей-имот в град Пружани, Брестка област на Република Беларус. Паметник с републиканско значение.
Построен в средата на XIX век от италианския архитект Франсиско Мария Ланци с неоренесансов стил. Ансамбълът на имението включва каменна къща, две каменни крила и парк от 33 хектара.
От началото на XIX век имението е във владение на семейство Швиковски (откъдето второто му име е имението Швиковски). Съвременният облик на имението е получен при Валенти Швиковски, през 1854 г., избран от лидера на аристокрацията на Пружанския район. След Октомврийската революция къщата е конфискувана от съветското правителство.
През 1998 г. имението е възстановено. През 2016 г. музейният имот е посетен от 8,2 хиляди души.